# しんむらけーいちろー
しんむら けーいちろー（1969年2月9日 - ）は、日本の漫画家。男性。静岡県生まれ、愛知県名古屋市出身。現在は東京都在住。

## 概要
1992年3月 第26回ちばてつや賞にて優秀新人賞受賞。受賞作KINGにてデビューする。同年に週刊ヤングマガジンでEASY連載開始。自動車漫画とバイク漫画を主に描く。走り屋を扱った作品が多い。

## 作品リスト
- 「EASY」 - 週刊ヤングマガジン（講談社）で連載、単行本単巻。 ヤマハRZ250/350が登場する走り屋バイク漫画。
- 「KING(キング)」 - 別冊ヤングマガジン （講談社）で連載、単行本既刊2巻。ホンダ・CR-Xが登場する走り屋クルマ漫画。作者のコメントによると一時中断の為、全2巻ではなく以下続刊扱いになっている。
- 「FLAT OUT」 - 別冊ヤングマガジン （講談社）連載(2005/4-2006/12で第1部完)、単行本全3巻。WRCを扱ったラリー漫画。
- 「プライベーターSAKI」 - 1997年より月刊オートコミックGT（交通タイムス社）で連載、掲載紙の休刊で終了。
- 「D1グランプリ DD」 - [監修：D1コーポレーション]　MiChao!(講談社)で連載中。
- 「SPEED HEAVEN」 - インポート・カーセンサー（リクルート）で連載中。2009/4/23に第1巻発売。
- 「RPM」 - Option（三栄書房）にて連載中。

### 短編
- 「Hey!TAXI」 - 1992年週刊ヤングマガジンに掲載。
- 「UNCROWNED HERO」 - 1994年ヤングマガジン海賊版に掲載。
- 「I LOVE SEVEN」 - 1995年ヤングマガジン赤ブタルーキーに掲載。